# Cladura tetraspila
Cladura tetraspila är en tvåvingeart som beskrevs av Alexander 1947. Cladura tetraspila ingår i släktet Cladura och familjen småharkrankar. Inga underarter finns listade i Catalogue of Life.